# Bibliothèque Kandinsky
La bibliothèque Kandinsky est une bibliothèque spécialisée dans le domaine de l’art moderne et contemporain, située dans le Centre national d'art et de culture Georges-Pompidou, à Paris, en France. Nommée en hommage au peintre russe Vassily Kandinsky, elle a ouvert en 2002 et constitue le centre de recherche du Musée national d’art moderne.
La bibliothèque a été conçue par le groupe PÉRIPHÉRIQUES Marin+Trottin Architectes.
Elle est composée des fonds constitués au sein de la bibliothèque du Musée national d’art moderne depuis ses origines, de la documentation rassemblée à l’Hôtel Salomon de Rothschild par le Centre national d’art contemporain et de la documentation du Centre de création industrielle avant sa fusion avec le musée. La bibliothèque est structurée en deux secteurs, celui des imprimés et celui des archives et de la documentation. 
En 2013, la Bibliothèque Kandinsky s’est affiliée au réseau Sudoc. 

## Collection et fonds d’archives
La Bibliothèque Kandinsky conserve la collection documentaire du Musée national d’art moderne et compte près de 200 000 ouvrages provenant de différents domaines des arts visuels. Cet ensemble regroupe manuscrits, photographies, films et vidéos ainsi que quelque 18 000 œuvres d’artistes majeurs provenant du XXe et XXIe siècles qui démontrent l’étendue des pratiques artistiques aux divers supports de la reproduction imprimée. Une grande partie de la collection de livres d'artistes est surtout liée aux mouvements artistiques saillants des années 1960, tels que Fluxus, Pop Art, Art optique, Art cinétique, Art conceptuel, Art minimal, Land Art, Arte povera et hyperréalisme. 
En 2006, la Bibliothèque Kandinsky a fait l’acquisition du Fonds Paul Destribats qui regroupe 1019 publications. Celles-ci attestent, en grande partie, de l'émergence des mouvements avant-gardistes parus au début du XXe siècle. 
Le développement des collections est conçu autour de la programmation des expositions du musée ainsi que sur la documentation des artistes, architectes et designers qui font partie de la collection du Musée national d’art moderne ou qui témoignent « des scènes artistiques émergentes dans un contexte de mondialisation. » 

## Publications
Le Carnet de la BK un blog académique publié par la Bibliothèque Kandinsky sur la plateforme Hypotheses. Celui-ci vise à diffuser l’activité scientifique du musée ainsi qu’à mettre en valeur la collection et la programmation de la bibliothèque. La veille documentaire, le partage des savoirs et pratiques professionnelles et l’affichage des appels à projet sont relayés dans cet espace sous forme d’article mensuel. 

## Programmes de recherche
Plusieurs programmes sont mis en place au sein de la bibliothèque afin de favoriser un dialogue entre ses collections et les différents représentants du milieu artistique. La bibliothèque Kandinsky représente également le musée auprès des associations universitaires dont il est membre. 
L’université d'été de la bibliothèque Kandinsky fait partie de cette programmation de recherche et a comme objectif de réunir de chercheurs, historiens de l’art, anthropologues, sociologues, artistes, critiques et commissaires d’expositions autour de l’intérêt envers les sources documentaires dans les collections permanentes du musée national d’Art moderne.   
La bibliothèque participe également à d’autres projets en sciences de l’art et du patrimoine qui soutiennent le corps scientifique et professionnel du Musée dans le travail de recherche et de valorisation des collections et fonds documentaires. On compte, depuis 2011, plusieurs collaborations scientifiques dont :   
« Histoire des expositions et catalogue raisonné des expositions du Centre Pompidou » (Labex Arts-H2H)   
« Isidore Isou, l’art à la lettre » (Labex Arts-H2H)   
« 1959-1985, au prisme de la Biennale de Paris » (porté par l’Institut national d’histoire de l’art de Paris et les Archives de la Critique d’art à Rennes)
« Art global et périodiques culturels » (porté par l’Institut national d’histoire de l’art et le Labex CAP)   
Séminaire « Histoire du Design » (dir. Catherine Geel et Claire Brunet), ENS – Paris-Saclay